# René Chocat
René Gaston Chocat (Santranges, 28 novembre 1920 – Montpellier, 18 luglio 2000) è stato un cestista francese.

## Carriera
Con la Francia ha disputato i Giochi olimpici di Londra 1948, quelli di Helsinki 1952 e cinque edizioni dei Campionati europei (1946, 1947, 1949, 1951, 1953).

## Palmarès
- Campionato francese: 1

UA Marsiglia: 1947-48